# Astragalus aleppicus
Astragalus aleppicus är en ärtväxtart som beskrevs av Pierre Edmond Boissier. Astragalus aleppicus ingår i släktet vedlar, och familjen ärtväxter.

## Underarter
Arten delas in i följande underarter:
- A. a. aleppicus
- A. a. megaloceras